# Betancuria
Betancuria es una localidad y municipio español perteneciente a la isla de Fuerteventura, en la provincia de Las Palmas, comunidad autónoma de Canarias.La villa de Betancuria fue la antigua capital de la isla desde 1405 hasta 1834, cuando pasaría a ser La Oliva, para posteriormente Puerto del Rosario convertirse en la capital insular que se mantiene en la actualidad. Aún hoy, Betancuria sigue siendo considerada la capital eclesiástica de Fuerteventura, al contar con la parroquia matriz de la isla, Santa María de Betancuria. 
En la ermita de Vega de Río Palmas se encuentra la imagen de la virgen de la Peña, patrona de Fuerteventura. En septiembre se celebra una romería en su honor, de gran participación popular. Otro núcleo de población lo constituye Valle de Santa Inés, donde se encuentra la ermita de Santa Inés, construida poco después de la conquista. Está catalogado como Uno de Los Pueblos Más Bonitos de España desde el año 2019 y pertenece desde entonces a la asociación homónima.

## Toponimia
El municipio toma su nombre de su cabecera administrativa, la villa de Betancuria, que deriva de la capilla intitulada de nuestra señora de Bethencourt fundada hacia 1405 por Jean de Bethencourt, uno de los jefes de los normandos y castellanos durante la conquista europea de la isla.
La villa era conocida antiguamente como Santa María de Betancuria.

## Geografía

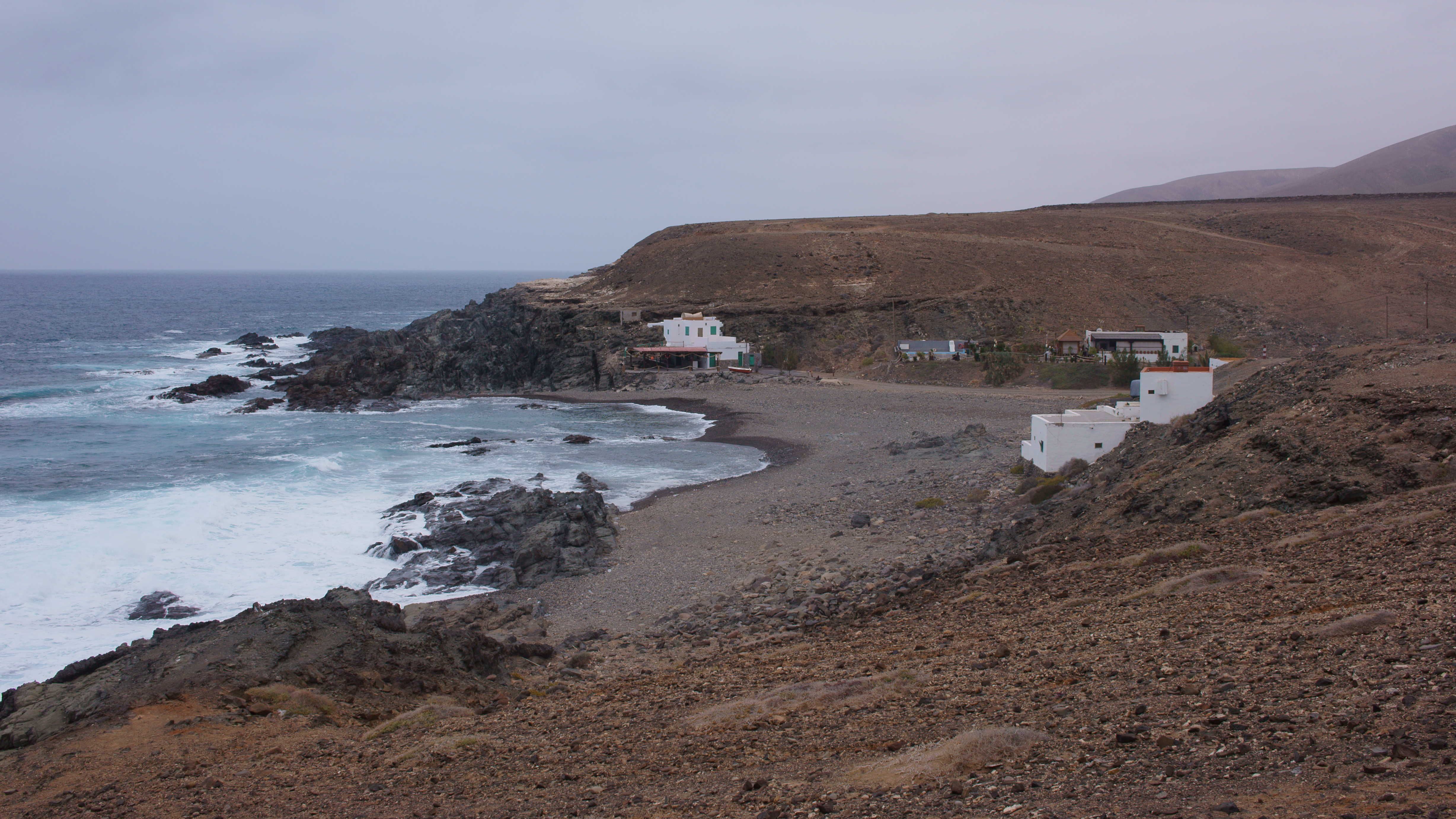
Playa del Valle, principal zona de baño del municipio

El municipio se sitúa en la parte centro-occidental de la isla de Fuerteventura, a 20,5 km de la capital insular, enclavado en el macizo montañoso de Betancuria.
Cuenta con una superficie de 103,64 km², siendo el municipio menos extenso de la isla. De esta superficie, la gran mayoría se corresponde con una extensa área rural y natural.
Limita con los municipios de Puerto del Rosario, Antigua, Tuineje y Pájara.
La capital municipal, la villa de Betancuria, se halla a una altitud de 395 m s. n. m., alcanzando el municipio su altitud máxima en el Pico de la Atalaya, a 725 m s. n. m.
El municipio cuenta con una longitud de costa de 18,8 km, siendo muy accidentada y contando con solo una playa de cierta entidad: la playa del Valle o de Aguas Verdes.

### Clima
Betancuria posee un clima árido cálido según la clasificación de Köppen.
El mes más cálido es agosto, con una temperatura media de 23.4 °C, siendo el más frío enero, con 16.2 °C. La temperatura media anual es de 19.7 °C.
En cuanto a las precipitaciones, el municipio registra un promedio de 89 mm al año, siendo el mes más lluvioso diciembre con 18 mm. En el mes de julio no se registran precipitaciones.

### Espacios protegidos
Prácticamente la totalidad de la superficie municipal se encuentra incluida en el parque rural de Betancuria.

## Demografía
Betancuria cuenta con una población de 812 habitantes (INE 2024). Se trata del municipio menos poblado de Canarias.
| Gráfica de evolución demográfica de Betancuria entre 1842 y 2021                                                    |
| |
| Población de derecho según los censos de población del INE Población de hecho según los censos de población del INE |

En cuanto al lugar de nacimiento, el 74 % (573 personas) habían nacido en Canarias, de los cuales el 55 % (317 pers.) lo habían hecho en el propio municipio, un 30 % (174 pers.) en otro municipio de la isla y un 14 % (82 pers.) procedía de otra isla del archipiélago. El resto de la población la componía un 23 % (174 pers.) de nacidos en el Extranjero, sobre todo de Alemania y Marruecos, y un 3 % (26 pers.) en el resto de España.
| Entidad singular               | Habitantes |
| ------------------------------ | ---------- |
| Betancuria (capital municipal) | 219        |
| Valle de Santa Inés            | 375        |
| Vega de Río Palmas             | 179        |

## Historia

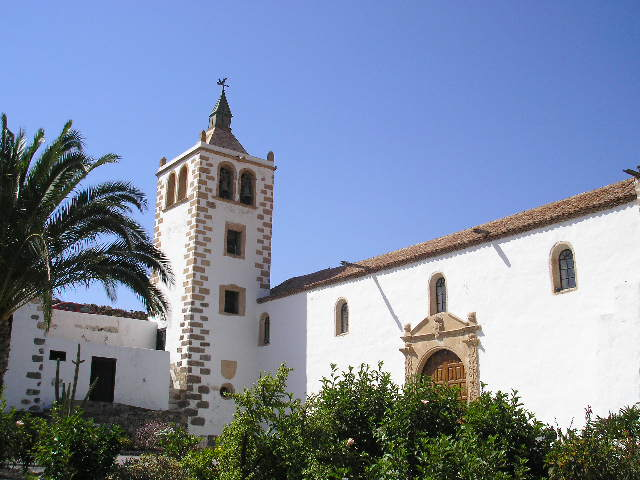
Iglesia de la Concepción o de santa María de Betancuria, parroquia matriz de Fuerteventura

El valle de Betancuria fue el primer asentamiento europeo de la isla. Desde la conquista, Betancuria se convirtió en la capital insular y sede de los principales órganos administrativos y religiosos de Fuerteventura.
La ubicación de Betancuria en el interior de la isla, lejos de los posibles ataques piráticos, fue modelo para otras localidades del archipiélago, tales como Teguise en Lanzarote, San Cristóbal de La Laguna en Tenerife y Valverde en El Hierro.
En 1416 se construyó el convento franciscano de san Buenaventura, el primero que se construyó en Canarias, siendo san Buenaventura de Fidanza el patrono histórico de la isla de Fuerteventura y de Betancuria. En este convento vivieron los frailes san Diego de Alcalá y Juan de Santorcaz.
En 1424 el papa Martín V erigió en Betancuria el efímero obispado de Fuerteventura, el cual englobó a todas las Canarias excepto la isla de Lanzarote. Este obispado tuvo su sede en la iglesia de santa María de Betancuria, elevada para ello a rango de catedral. El origen de este obispado está directamente relacionado con los sucesos acaecidos tras el Cisma de Occidente (1378-1417). El obispado fue abolido en 1431, solo siete años después de haber sido creado.
El 16 de agosto de 1593, Betancuria fue prácticamente arrasada por una invasión berberisca liderada por Xabán Arráez, siendo saqueados y destruidos la mayor parte de los edificios de la villa, entre ellos la iglesia, que sería reconstruida posteriormente, y el convento de san Buenaventura, que nunca fue reedificado. Los asaltantes capturaron además a unos 60 vecinos.
A partir del siglo xix, Betancuria fue perdiendo progresivamente poder en favor de otros núcleos de población con mayor desarrollo económico, como Pájara, La Oliva o Antigua. Finalmente, en 1834 pierde la capitalidad de la isla.

## Símbolos

### Escudo
El escudo heráldico municipal fue aprobado por Real Decreto 2638/1978, de 14 de octubre, siendo su descripción:

Escudo partido. Primero, de plata, león de gules; segundo, de plata, tres fajas ajedrezadas de gules y oro en cuatro órdenes, cargada cada una de una faja de oro; bordura de gules, cargada de ocho aspas de oro. Al timbre, corona real cerrada.

### Bandera
La bandera fue aprobada por el gobierno de Canarias por orden de 16 de mayo de 1995, siendo descrita como: «En un paño de 2/3, blanca con una franja dentellada en negro, en la proporción de tres cuartas partes blanca y la cuarta parte restante, en negro, siendo la primera o superior la de color blanco».

## Administración y política
El municipio se rige por su Ayuntamiento, compuesto por el alcalde-presidente y seis concejales.
| Partido político                                          | 2019  | 2019       | 2019 |
| Partido político                                          | %     | Concejales |      |
| Unidos por Betancuria (UPBE)                              | 61,02 | 5          |      |
| Coalición Canaria (CC)-Partido Nacionalista Canario (PNC) | 32,45 | 2          |      |
| Partido Socialista Obrero Español (PSOE)                  | 4,69  | 0          |      |
| Gana Fuerteventura                                        | 1,84  | 0          |      |

## Cultura

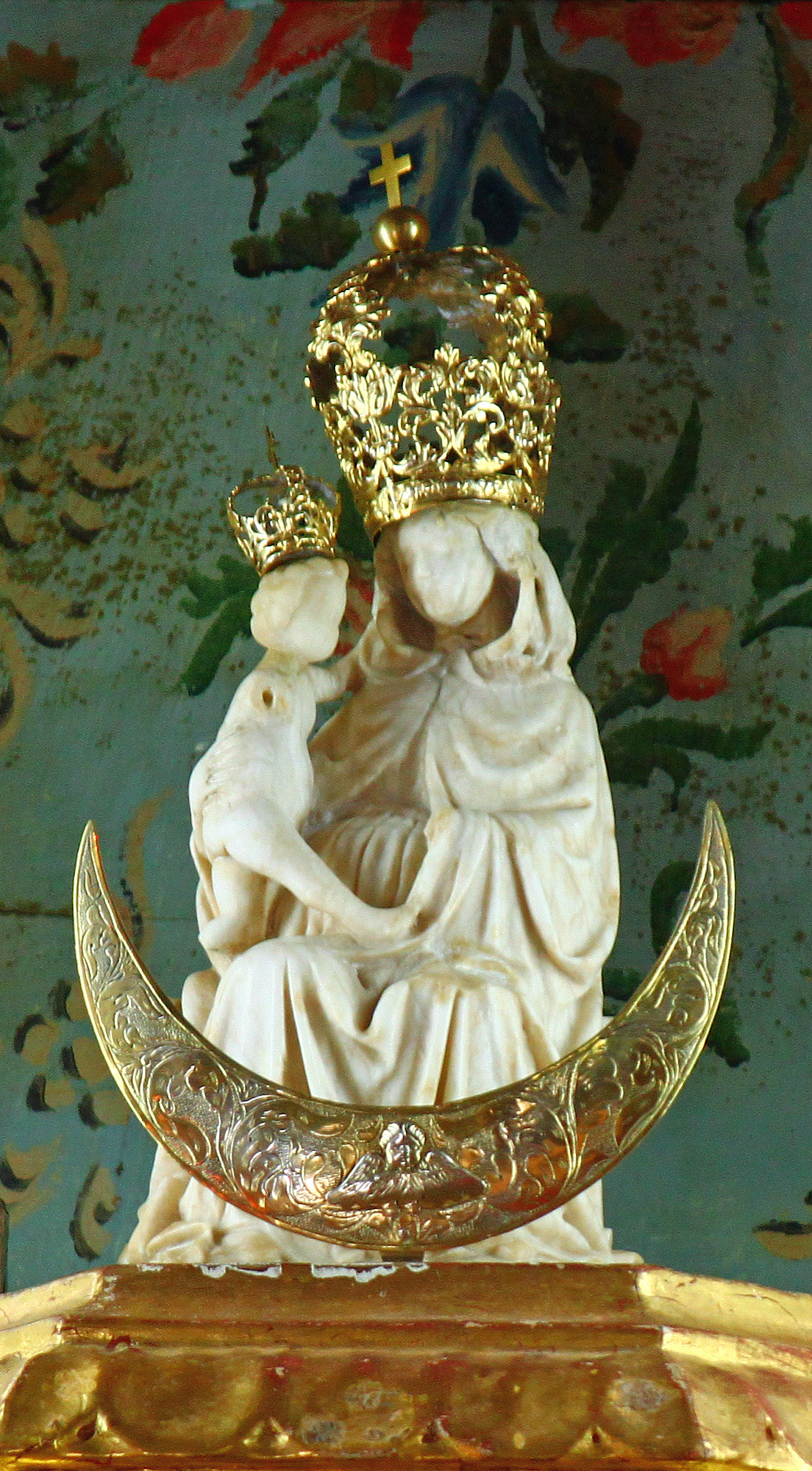
Imagen de alabastro de la virgen de la Peña, patrona de Fuerteventura

### Fiestas
Durante todo el año Betancuria celebra diferentes festividades a lo largo y ancho del municipio, siendo días festivos locales el 14 de julio, festividad de san Buenaventura, y el 24 de agosto, día de san Bartolomé.
Entre las fiestas del municipio destacan:
| Fecha                       | Celebración                       | Lugar               |
| --------------------------- | --------------------------------- | ------------------- |
| 21 de enero                 | Santa Inés                        | Valle de Santa Inés |
| 14 de julio                 | San Buenaventura                  | Betancuria (casco)  |
| 5 de agosto                 | La Peña Chica                     | Vega de Río Palmas  |
| 24 de agosto                | San Bartolomé apóstol             | Valle de Santa Inés |
| Tercer sábado de septiembre | Nuestra señora de la Peña         | Vega de Río Palmas  |
| 13 de noviembre             | San Diego                         | Betancuria (casco)  |
| 8 de diciembre              | Nuestra señora de la Concepción   | Betancuria (casco)  |
| 18 de diciembre             | Aparición de la virgen de la Peña | Vega de Río Palmas  |

### Patrimonio
- Iglesia matriz de la Concepción o de Santa María de Betancuria
- Ermita de santa Inés
- Ermita de nuestra señora de la Peña
- Ermita de san Diego de Alcalá
- Ruinas del convento franciscano de san Buenaventura
- Museo de arte sacro
- Museo arqueológico de Fuerteventura
- Museo de artesanía
- Parque rural de Betancuria

## Transporte
En autobús —guagua— queda conectado mediante la siguiente línea de TIADHE: 
| Línea | Trayecto                                | Recorrido     |
| ----- | --------------------------------------- | ------------- |
| 02    | Puerto del Rosario - Vega de Río Palmas | Horario/Línea |

## Localidades hermanadas

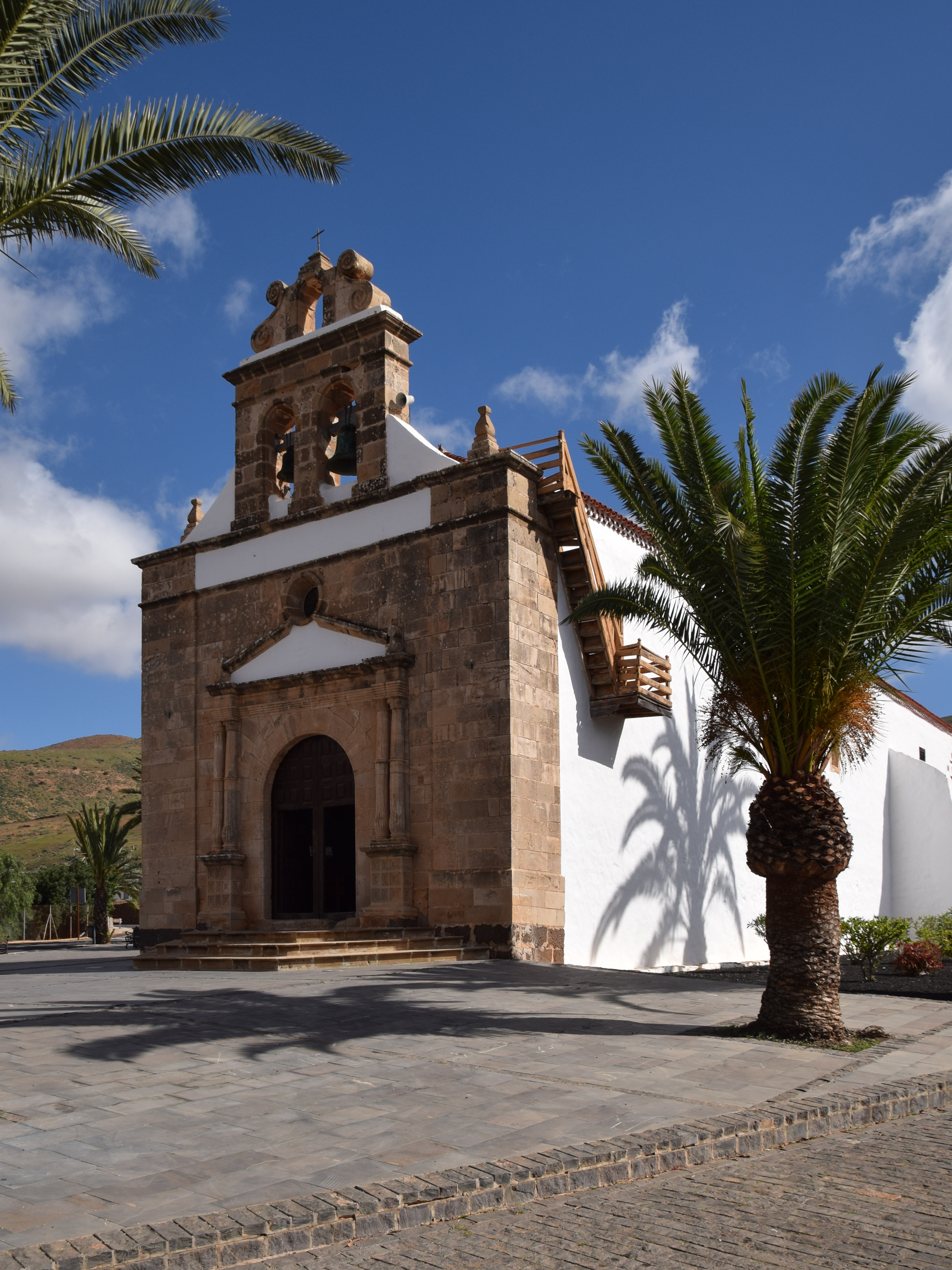
Ermita de la virgen de la Peña en la localidad de Vega de Río Palmas

- Tinajo, Lanzarote, España[22]